# Ronde van Langkawi 2019
De 24e editie van de meerdaagse wielerwedstrijd Ronde van Langkawi vond in 2019 plaats van 6 tot en met 13 april. De ronde maakte deel uit van de UCI Asia Tour 2019, in de categorie 2.HC. De eindzege ging deze editie naar de Australiër Benjamin Dyball.

## Etappe-overzicht
| Etappe | Datum    | Start         | Finish            | Type       | Afstand  | Winnaar           | Klassementsleider |
| ------ | -------- | ------------- | ----------------- | ---------- | -------- | ----------------- | ----------------- |
| 1e     | 6 april  | Kuala Lumpur  | Tampin            | Heuvelrit  | 176,9 km | Marcus Culey      | Marcus Culey      |
| 2e     | 7 april  | Senawang      | Malakka           | Heuvelrit  | 200,6 km | Harrif Saleh      | Marcus Culey      |
| 3e     | 8 april  | Muar          | Putrajaya         | Vlakke rit | 192,6 km | Travis McCabe     | Travis McCabe     |
| 4e     | 9 april  | Shah Alam     | Genting Highlands | Bergrit    | 114,2 km | Benjamin Dyball   | Benjamin Dyball   |
| 5e     | 10 april | Tanjong Malim | Taiping           | Vlakke rit | 200,1 km | Matteo Pelucchi   | Benjamin Dyball   |
| 6e     | 11 april | Bagan Serai   | Alor Setar        | Vlakke rit | 130,8 km | Matteo Pelucchi   | Benjamin Dyball   |
| 7e     | 12 april | Pantai Cenang | Pantai Cenang     | Vlakke rit | 106,8 km | Simone Bevilacqua | Benjamin Dyball   |
| 8e     | 13 april | Dataran Lang  | Kuah              | Vlakke rit | 119.0 km | Marco Benfatto    | Benjamin Dyball   |

## Eindklassementen
| Plaats    | Naam               | Ploeg                           | Tijd       |
| --------- | ------------------ | ------------------------------- | ---------- |
| Gele trui | Benjamin Dyball    | Team Sapura Cycling             | 29u15'53"  |
| 2         | Keegan Swirbul     | Floyd's Pro Cycling             | + 50"      |
| 3         | Vadïm Pronskïy     | Vino-Astana Motors              | + 1'05"    |
| 4         | Hernán Aguirre     | Interpro Cycling Academy        | + 1'07"    |
| 5         | Nariyuki Masuda    | Japanse selectie                | + 1'29"    |
| 6         | Nikolay Cherkasov  | Gazprom-RusVelo                 | + 1'40"    |
| 7         | Sam Crome          | Team Ukyo                       | + 2'06"    |
| 8         | Alessandro Bisolti | Androni-Sidermec                | + 2'27"    |
| 9         | Freddy Ovett       | Pro Racing Sunshine Coast       | + 2'31"    |
| 10        | Travis McCabe      | Floyd's Pro Cycling             | + 2'36"    |
|           |                    |                                 |            |
| 108       | Mehdi Tigrine      | Brunei Continental Cycling Team | + 1u01'34" |

| Plaats      | Naam            | Ploeg                   | Punten |
| ----------- | --------------- | ----------------------- | ------ |
| Groene trui | Travis McCabe   | Floyd's Pro Cycling     | 91     |
| 2           | Matteo Pelucchi | Androni-Sidermec        | 68     |
| 3           | Harrif Saleh    | Terengganu Cycling Team | 62     |

| Plaats | Naam            | Ploeg                           | Punten |
| ------ | --------------- | ------------------------------- | ------ |
| 1      | Angus Lyons     | Oliver's Real Food              | 59     |
| 2      | Soon Young Kwon | KSPO Bianchi Asia Procycling    | 27     |
| 3      | Benjamin Dyball | Team Sapura Cycling             | 25     |
|        |                 |                                 |        |
| 39     | Mehdi Tigrine   | Brunei Continental Cycling Team | 1      |

| Plaats | Ploeg               | Tijd      |
| ------ | ------------------- | --------- |
|        | Floyd's Pro Cycling | 87u54'20" |
| 2      | Team Sapura Cycling | + 1'08"   |
| 3      | Vino-Astana Motors  | + 4'59"   |

1996 · 
1997 · 
1998 · 
1999 · 
2000 ·
2001 ·
2002 ·
2003 ·
2004 ·
2005 ·
2006 ·
2007 ·
2008 ·
2009 ·
2010 ·
2011 ·
2012 ·
2013 ·
2014 ·
2015 ·
2016 ·
2017 ·
2018 ·
2019 ·
2020 ·
2021 ·
2022 ·
2023 ·
2024 ·
2005 · 
2006 · 
2007 · 
2008 · 
2009 · 
2010 · 
2011 · 
2012 · 
2013 · 
2014 ·
2015 ·
2016 ·
2017 ·
2018 ·
2019 ·
2020 ·
2021 ·
2022 ·
2023 · 
2024 · 
2025
Belangrijkste wedstrijden

Ronde van Hainan · Japan Cup · Ronde van Sharjah · Ronde van het Taihu-meer · Ronde van Fuzhou · Ronde van Dubai · Ronde van Qatar · Ronde van Oman · Ronde van Langkawi · Ronde van Taiwan · Ronde van Iran · Ronde van Japan · Ronde van Korea · Ronde van het Qinghaimeer · Ronde van China I · Ronde van China II · Ronde van Almaty